# Ballochia amoena
Ballochia amoena es una especie de planta fanerógama perteneciente a la familia Acanthaceae. Es originaria de Yemen, donde se encuentra en Socotra. Su hábitat natural son los bosques secos o matorrales secos subtropicales o tropicales.

## Ecología
Ballochia amoena está generalizada en las llanuras y colinas en las escarpas de piedra caliza; por lo general en zonas de arbustos suculentos y bosques secos de hojas caducas; También de vez en cuando en los bosques de Dracaena (es decir, Firmihin). A una altitud de 30-50 m.

## Taxonomía
Ballochia amoena fue descrita por Isaac Bayley Balfour y publicado en Proceedings of the Royal Society of Edinburgh 12: 87. 1884.